# Rosa Loy
Pour les articles homonymes, voir Loy.
Rosa Loy (née en 1958 à Zwickau) est une peintre et illustratrice allemande.

## Biographie
Rosa Loy obtient en 1981 un diplôme en horticulture à l'Université Humboldt de Berlin-Est et travaille dans ce secteur jusqu'en 1985. Elle vient ensuite à Leipzig étudier au Hochschule für Grafik und Buchkunst auprès de Rolf Felix Müller (de) où elle est diplômée en 1990. En 1993, elle étudie une maîtrise de peinture et d'illustration auprès de Rolf Münzner (de). Depuis 1993, elle travaille indépendamment.
Au centre de ses peintures se trouve toujours la figure du double féminin et du Doppelgänger.
Rosa Loy appartient à la Nouvelle école de Leipzig. Elle est mariée avec Neo Rauch avec qui elle a un enfant.
Neo Rauch et Rosa Loy ont conçu la scénographie de l'opéra Lohengrin de Richard Wagner au Festival de Bayreuth en 2018, 2019, 2020, 2022 et 2025.